# Arraya Tower
Arraya Tower — небоскрёб в Кувейте высотой 300 метров, строительство которого было завершено в 2009 году. До постройки башни Аль-Хамра в 2011 году был самым высоким зданием Кувейта. Занимает четвёртое место по высоте среди зданий, построенных в 2009 году, по данным Совета по высотным зданиям и городской среде. Строительство здания началось в феврале 2005 года, завершилось в феврале 2009.

## Функциональность
Кроме офисов класса А в башне расположены торговый пассаж и развлекательный комплекс.

## Особенности
При разработке проекта был сделан акцент на безопасность находящихся в здании людей. В частности, 20-й и 40-й этажи небоскрёба предназначены для эвакуационного сбора в случае пожара.